# Endstation Mars (1952)
Endstation Mars ist ein US-amerikanischer Science-Fiction-Film aus dem Jahr 1952 von Harry Horner mit Peter Graves und Andrea King in den Hauptrollen. Das Drehbuch basiert auf dem Bühnenstück Red Planet Mars von John L. Balderston und John Hoare.

## Handlung
Der Wissenschaftler Chris Cronyn und seine Frau Linda nehmen Kontakt zum Mars auf, indem sie einen wasserstoffbetriebenen Radiosender verwenden, der nach den beschlagnahmten Plänen des Nazi-Wissenschaftlers Franz Calder gebaut wurde. Nachdem Chris die Fotos eines Wissenschaftlerkollegen von den sich rasch ändernden Wetterbedingungen auf dem roten Planeten gesehen hat, ist er davon überzeugt, dass es Marsianer gibt, die Atomkraft nutzen, um ihre Umwelt zu kontrollieren. Zu Hause erklärt Linda Chris, dass jede Frau Angst hat, dass ihre Kinder in den Krieg geschickt werden oder Schlimmeres. Chris weist ihre Ängste zurück und argumentiert mit der Notwendigkeit des wissenschaftlichen Fortschritts. Sie übermitteln eine weitere Nachricht, während ein entflohener Calder, ohne dass sie es wissen, in einem in den Anden versteckten Labor an einem identischen Wasserstoffsender arbeitet. Calder wird von Gaspardin Arjenian unterbrochen, dem Kreml-Beamten, der ihm bei seiner Flucht geholfen hat und nun seine Forschung unterstützt. Calder, dem es nur darum geht, die Amerikaner zu übertrumpfen, die seine Forschung „gestohlen“ und perfektioniert haben, enthüllt, dass er zwar keinen Kontakt zum Mars aufnehmen, aber die Mars-Übertragungen der Amerikaner ausspionieren kann. Begeistert verspricht Arjenian Calder seine weitere Unterstützung. 
Kurz darauf bittet Chris Admiral Carey um Unterstützung bei seinen Experimenten. Als sie laut darüber nachdenken, wie sie am besten eine Reaktion von den Marsianern bekommen, schlägt Chris‘ Sohn Stewart vor, den Anfang der mathematischen Formel für Pi zu senden, um zu sehen, ob die Marsianer sie beenden. Sie erhalten schließlich eine positive Antwort, und innerhalb weniger Stunden hat sich die Nachricht auf der ganzen Welt verbreitet und eine Marsmanie ausgelöst. Chris‘ Ruhm wächst, als die Marsianer dann mitteilen, dass sie 300 Jahre alt werden und auf einem Hektar Land genug Nahrung anbauen, um tausend Marsianer ein Jahr lang zu ernähren. Diese Nachricht versetzt die Landwirtschaftsunternehmen in Panik, deren Aktienkurse abstürzen. Als Nächstes erklären die Marsianer, dass sie nur Atomenergie verwenden. Daraufhin gehen die Bergbau- und Ölindustrie pleite, und innerhalb weniger Tage bricht die westliche Wirtschaft zusammen, da Banken auf der ganzen Welt schließen. In Washington informiert Verteidigungsminister Sparks Chris, dass das Labor in die Hauptstadt verlegt werden muss und alle Nachrichten streng geheim bleiben müssen. 
Obwohl die russische Regierung die Vorabinformationen von Calder genutzt hat, um einen Angriff auf die geschwächte westliche Welt zu planen, weigert sich der amerikanische Präsident, einen Präventivkrieg mit Russland zu beginnen. Er will gerade Chris und Linda befehlen, den Sender zu deaktivieren, als die neueste Nachricht eintrifft, eine Antwort auf die Frage, wie die Marsianer eine so zerstörerische Energiekraft einsetzen können, ohne sich gegenseitig zu verletzen. Die Marsianer erklären, dass der „Oberste Führer“ erklärt habe, den Erdlingen sei vor 2.000 Jahren gesagt worden, sie sollten das Gute lieben und das Böse hassen, aber sie hätten versagt. Linda, die erkennt, dass sich dies auf die Bergpredigt bezieht, besteht gegen Chris‘ Rat darauf, die Nachricht auszustrahlen. Der Präsident stimmt zu, und in den nächsten Tagen werden diese und alle darauffolgenden friedlichen religiösen Äußerungen der Marsianer auf der ganzen Welt gehört. Russische Bauern, die über geschmuggelte Radios zuhören, reißen Plakate von Lenin und Stalin herunter und beginnen, kleine Kirchenenklaven zu bilden, während Kremlsoldaten versuchen, sie niederzuschießen. Schließlich wird das Volk zahlenmäßig stark genug, um die Regierung zu übernehmen. 
In den Anden trinkt Calder immer mehr, und eines Tages wird seine Hütte von einer Lawine zerstört. Bald hört Chris, dass das neue Oberhaupt der russischen Kirche eine Ära des Weltfriedens ausgerufen hat. Chris sagt seinem jüngeren Sohn Roger, dass sein wahres Verdienst in seinen Kindern liegt, dem Erbe der neuen Welt, und geht mit Linda ins Labor. Gerade als sie eine weitere Nachricht übermitteln, erscheint Calder und enthüllt, dass er alle Nachrichten selbst geschrieben hat und plant, den Scherz der Presse mitzuteilen und so den neuen Frieden zu zerstören. Linda bemerkt Unstimmigkeiten zwischen Calders Kommentaren und den tatsächlich empfangenen Nachrichten und besteht darauf, dass die Marsianer wirklich eingegriffen haben. Aber Chris bemerkt, dass keine Nachrichten mehr eingegangen sind, seit Calders Sender von der Lawine zerstört wurde. Linda beobachtet, wie Chris heimlich den Raum mit explosivem Wasserstoff füllt, und fordert ihn auf, ein Streichholz anzuzünden und sich so für den Weltfrieden zu opfern. Gerade als Chris sein Feuerzeug herausholt, kommt jedoch eine Nachricht von den Marsianern und ein verzweifelter Calder schießt auf den Bildschirm, wodurch das Labor explodiert. 
Tage später sendet der Präsident die ersten Worte der letzten Marsianer-Botschaft, die durch die Explosion unterbrochen wurde: „Ihr habt es gut gemacht, mein Guter ...“ Während er den Rest der Bibelstelle interpretiert, in der es heißt, läuten auf der ganzen Welt Kirchenglocken zu Ehren von Chris und Linda.

## Hintergrund
Gedreht wurde der Film Mitte bis Ende November 1951 in den Motion-Picture-Center-Studios in Hollywood.
Obwohl bestimmte Elemente des Films den Zeitrahmen auf ein nicht näher spezifiziertes zukünftiges Jahr legen, scheint der Großteil des Films zur Zeit der Dreharbeiten in den frühen 1950er Jahren zu spielen. Obwohl die Figur namens „Der Präsident“ nie als der neu gewählte Präsident Dwight D. Eisenhower bezeichnet wird, wurde Schauspieler Willis Bouchey so gestaltet, dass er ihm ähnelt.
Der Film war der erste, der vom Produktionsteam Anthony Veiller und Donald Hyde unter dem Firmennamen Melaby Pictures, Inc. gedreht wurde. Laut einem Presseartikel vom November 1951 verließ Andrea King die Hauptrolle in dem Abenteuerfilm Sword of Venus (dt. Titel Heimkehr nach Monte Christo) für Endstation Mars. In einem Artikel vom 3. Dezember 1951 wurde erwähnt, dass Anthony Veillers dreijähriger Sohn Bayard in dem Film als Roger Cronyn auftrat. Das Kind wurde nach Anthony Veillers Vater Bayard Veiller benannt, einem bekannten Regisseur, Produzenten und Drehbuchautor der 1920er und 1930er Jahre.
Charles D. Hall oblag die künstlerische Leitung. Robert Justman arbeitete Produktionsassistent.
Ab dem 15. Mai 1952 erschien der Film in den US-Kinos.

## Kritiken
Der Filmkritiken-Aggregator Rotten Tomatoes hat in einer Auswertung von sechs Kritiken eine Zustimmungsrate von 33 Prozent errechnet. Das Publikumsergebnis hat sich bei 27 Prozent positiver Bewertungen eingependelt.
A. H. Weiler von der The New York Times befand, dieser Ausflug ins furchterregende Unbekannte, der übrigens Kalifornien, den Ort des Experiments, nie verlässt, wechsele so plötzlich von seiner pseudowissenschaftlichen Erkundung, dass selbst der engagierteste Schund-Abenteurer vor Schreck erstarre. Inmitten dieser Lügengeschichte haben es die Produzenten für angebracht gehalten, ein Plädoyer für eine Rückkehr zur Religion einzubringen. Dies sei ein Mittel, das in diesem Fall weder originell noch überzeugend sei und nur dazu diene, jede Menge einfallsloses Palaver über den relativen Wert von Forschung und Glauben zu erzeugen.
Die Variety bezeichnete den Film als eine fantastische Mischung, die in die Bereiche Wissenschaft, Politik, Religion, Weltgeschehen und Kommunismus eintauche.
Der Kritiker des TV Guide befand, diesem fantasievollen Werk mangele es an einer guten Kenntnis der Filmsprache. Es handele sich um einen antikommunistischen, pro-christlichen Film aus der McCarthy-Ära, der mit politischen und religiösen Botschaften überladen sei. Das Ergebnis sei ein inkohärentes, wenn auch recht interessantes Durcheinander.